# Charel Allen
Charel Ranice Allen (Monessen, 23 luglio 1986) è un'ex cestista e allenatrice di pallacanestro statunitense, professionista nella WNBA.

## Carriera
È stata selezionata dalle Sacramento Monarchs al terzo giro del Draft WNBA 2008 (43ª scelta assoluta).